# Wilhelm Müller
Johann Ludwig Wilhelm Müller (Dessau, 7 ottobre 1794 – Dessau, 30 settembre 1827) è stato un poeta tedesco, ricordato soprattutto per le sue composizioni messe in musica da Franz Schubert.

## Biografia
Wilhelm Müller nacque in una famiglia di artigiani: suo padre Christian Leopold (1752-1820) era un calzolaio. Dopo gli studi superiori completati nel ginnasio della città natale, nel 1812 si iscrisse all'Università di Berlino dove si dedicò soprattutto a studi di storiografia e filologia. A Berlino frequentò giovani intellettuali romantici quali Gustav Schwab, Achim von Arnim, Clemens Brentano e Ludwig Tieck. Nel febbraio 1813 interruppe gli studi per arruolarsi volontario nell'esercito prussiano;  prenderà parte alle battaglie di Lützen, di Bautzen, di Hanau e di Kulm nell'ambito della guerra contro Napoleone. Dopo essere stato di stanza a Praga e a Bruxelles, nel 1814 venne congedato dall'esercito e tornò a Dessau: riprese gli studi universitari nel 1815 e conseguì la laurea a Berlino nel 1817.
Le prime composizioni in versi di Müller apparvero nel 1816 nell'antologia di canti patriottici tedeschi Bundesblüten, assieme a quelli di altri suoi amici reduci dalla lotta della nazione tedesca contro l'invasione francese. L'anno della laurea venne ammesso all'Accademia delle Scienze di Berlino e accompagnò il barone Albert von Sack in un viaggio di studio che avrebbe dovuto svolgersi in Egitto e in Italia. A causa di una epidemia, la spedizione tedesca si recò dapprima in Italia. Raggiunta Roma nel gennaio 1818, Müller si separò da Sack; visitò Napoli, trascorse l'estate a Roma e dintorni, e tornò in patria nell'autunno del 1818. Le sue impressioni di viaggio furono pubblicate nel 1820 in Rom, Römer und Römerinnen.

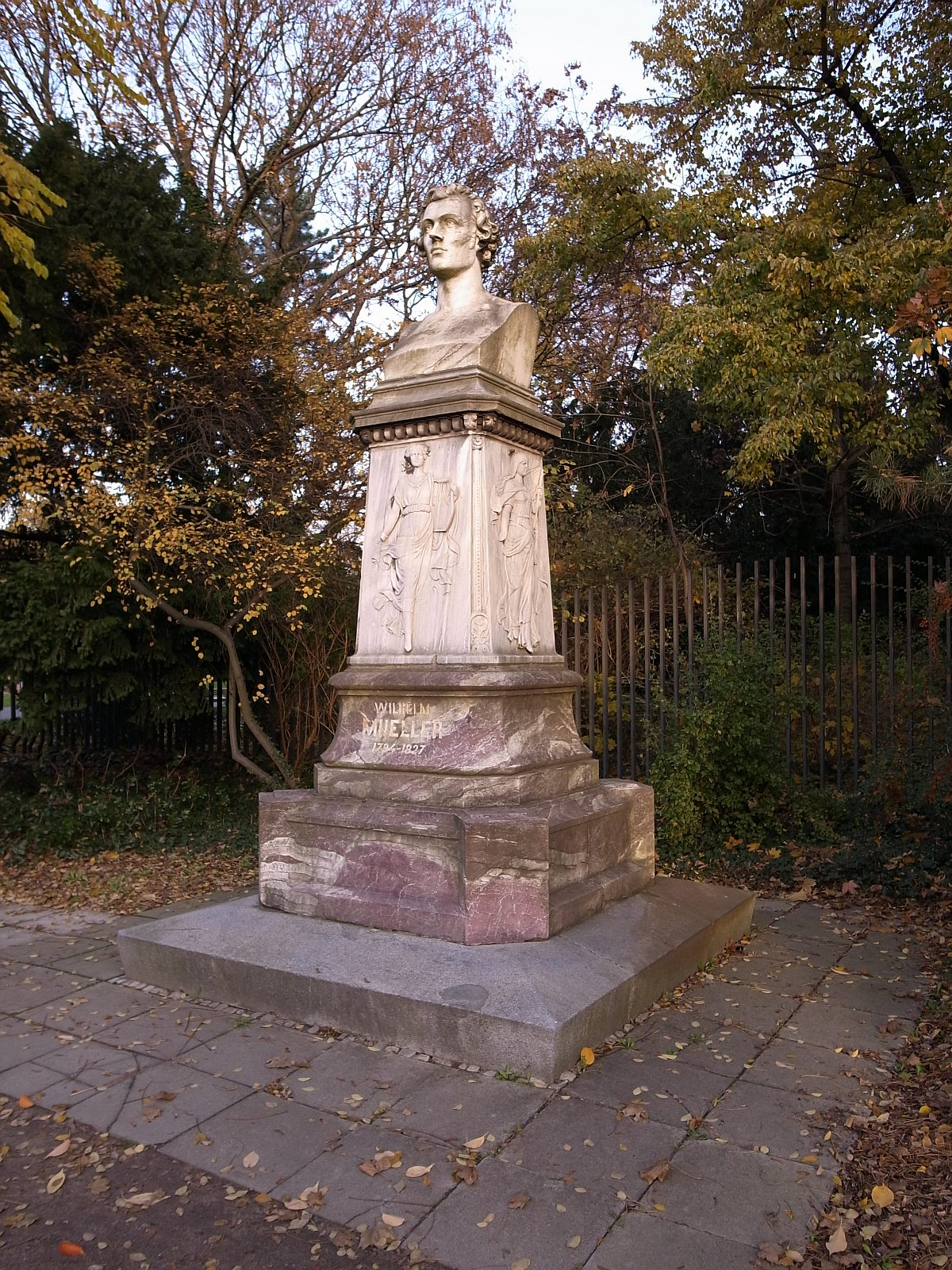
Busto di Wilhelm Müller nel parco cittadino di Dessau

Nel 1819 fu nominato professore di latino e greco nel ginnasio di Dessau, e nel 1820 bibliotecario alla Biblioteca ducale. Nel maggio 1821 sposò Adelaide Basedow, nipote del pedagogista Johann Bernhard Basedow; dal matrimonio nacquero due figli: Auguste, nata il 20 aprile 1822, e Friedrich Max, nato il 6 dicembre 1823, che diverrà un importante storico e filologo.
Müller si dedicò intensamente allo studio e nel breve spazio di tempo in cui visse, oltre a scrivere versi, curò un testo scolastico sulla poesia omerica, una traduzione della tragica storia del Dottor Faust di Marlowe, un'antologia della poesia tedesca del XVII secolo in dieci volumi, in collaborazione con Karl August Förster, e aveva iniziato una raccolta di canti popolari italiani portata poi a termine da Oskar Ludwig Bernhard Wolff. Morì improvvisamente per un attacco cardiaco, a soli 32 anni di età, dopo essere ritornato da un viaggio di studio nella Germania sud-occidentale (Südwestdeutschland).
A torto o a ragione, Müller non è più considerato una figura importante della letteratura tedesca, e il suo nome sarebbe probabilmente già caduto nell'oblio se il compositore Franz Schubert, suo contemporaneo, non avesse messo in musica un gran numero di suoi componimenti poetici; secondo il giudizio di Italo Alighiero Chiusano, «se oggi possediamo quelle collane di gioielli musicali che sono il Viaggio d'inverno e La bella mugnaia (o molinara, come traducono altri), lo dobbiamo all'umile ma tutt'altro che spregevole musa di Müller».
Müller va in ogni caso ricordato come l’autore della prima riflessione critica sulla letteratura di viaggio in Italia, genere al quale egli stesso aveva contribuito con la sua opera dedicata a Roma. In un corposo articolo uscito in 4 parti tra il 1820 e il 1821 sulle pagine della rivista Hermes oder kritisches Jahrbuch der Literatur, col titolo Reisebeschreibungen über Italien (Descrizioni di viaggio in Italia) egli prendeva infatti in esame la produzione inglese, francese e tedesca sull’argomento nota a quell’epoca, recensendola e valutandola con acuto senso critico e ponendo in tal modo le basi dell’odeporica italiana quale genere letterario autonomo. Nell’ultima parte di questo suo lavoro, inoltre, commentando le opere di alcuni storici tedeschi dell’arte italiana, egli fu tra i primi a cogliere l’importanza degli artisti italiani medievali, fino ad allora largamente sottovalutati.

## Opere
- Rom, Römer und Römerinnen [Roma, i Romani e le Donne romane], Berlin: Duncker und Humblot, 1820 (on-line)
- Sieben und siebzig Gedichte aus den hinterlassenen Papieren eines reisenden Waldhornisten [Settantasette poesie dalle carte postume di un viaggiatore suonatore], Dessau: Christian Georg Ackermann, 1821 (on-line) e Vol. 2 (Lieder des Lebens und der Liebe [Lieder della vita e dell'amore]) Dessau: C.G. Ackermann (on-line), 1824
- Lieder der Griechen [Canzoni per i Greci (Poesie per la lotta dei Greci per la libertà)], Dessau: Ackermann, 1821 (on-line)[7]
- Neue Lieder der Griechen [Nuove canzoni per i Greci], Dessau: C.G. Ackermann, 1823
- Neueste Lieder der Griechen [Nuovissime canzoni per i Greci], Dessau: C.G. Ackermann, 1824
- Missolunghi (Gedichte zum griechischen Freiheitskampf) Missolunghi (Poesie per la guerra d'indipendenza greca), Dessau: C.G. Ackermann, 1826
- Kleine Liebesreime aus den Inseln des Archipelagus. [Piccole rime amore dalle isole dell'Arcipelago], 1826-1827
- Lyrische Reisen und epigrammatische Spaziergänge [Liriche di viaggi e passeggiate epigrammatiche], Dessau: C.G. Ackermann, 1827